# Ione Belarra
Belarra  Urteaga est un nom espagnol. Le premier nom de famille, en général paternel, est Belarra ; le second, en général maternel, souvent omis, est Urteaga.
Ione Belarra Urteaga ([ˈɟʝone βeˈlara u̯ɾteˈaɣa]), née le 25 septembre 1987 à Pampelune (Navarre), est une femme politique espagnole. Elle est la secrétaire générale du parti Podemos depuis 2021.
Après avoir étudié la psychologie à l'université autonome de Madrid et milité pour les droits des migrants, elle adhère à Podemos en 2014 et devient peu après membre de la direction du mouvement. En 2015, elle est élue députée de Navarre aux Cortes Generales. Elle exerce en 2018 l'intérim du poste de porte-parole du groupe parlementaire d'Unidos Podemos pendant le congé de maternité d'Irene Montero.
Participant à toutes les négociations majeures avec le Parti socialiste à partir de juin 2018, elle est nommée en janvier 2020 secrétaire d'État à l'Agenda 2030. Elle devient en mars 2021 ministre des Droits sociaux, fonction qu'elle occupe jusqu'en novembre 2023.

## Vie privée
Ione Belarra Urteaga naît le 25 septembre 1987 à Pampelune. Sa mère est avocate, son père psychologue et elle a une sœur, également psychologue. Elle est en couple et mère d'un enfant, né en 2020. Ils vivent depuis octobre 2019 dans le district madrilène de Puente de Vallecas. En octobre 2022, elle met au monde son second enfant, devenant la deuxième ministre, après Carme Chacón, à donner naissance dans l'exercice de ses fonctions.

## Formation et engagement militant
Après un apprentissage en intégration sociale à Pampelune, Ione Belarra s'inscrit en 2007 à l'université autonome de Madrid, pour y étudier la psychologie. Elle y fait la rencontre d'Irene Montero. Elle achève sa licence en 2012, puis intègre le master en psychologie de l'éducation, qu'elle conclut en 2014 avec un mémoire de fin d'étude intitulé « Pouvoir légitime et résistances fragmentées. Étude de cas d'une institution religieuse pour les enfants à la rue, au Bénin ».
Elle s'engage en parallèle dans plusieurs mouvements associatifs, comme SOS Racisme ou la Croix-Rouge. Militant spécifiquement pour les droits des migrants, elle travaille en 2013-2014 au sein de l'ONG Commission espagnole d'aide aux réfugiés (es) (CEAR).

## Engagement politique

### Députée au Congrès
À l'occasion de la 1re assemblée citoyenne de Podemos en 2014, Ione Belarra est élue membre du conseil citoyen d'État, puis nommée responsable des Droits humains, de la Citoyenneté et de la Diversité de la direction du mouvement.
Pour les élections générales du 20 novembre 2015 puis du 26 juin 2016, elle est tête de liste de Podemos puis Unidos Podemos dans la circonscription électorale de Navarre, étant chaque fois élue au Congrès des députés. En 2017, elle devient porte-parole adjointe du groupe parlementaire. Quand Irene Montero prend son congé de maternité, elle la remplace en qualité de porte-parole parlementaire à l'été 2018.
Elle fait partie à l'automne 2018 de l'équipe de discussion avec le gouvernement du socialiste Pedro Sánchez, avec qui Unidos Podemos conclut un accord budgétaire qui prévoit notamment la hausse du salaire minimum interprofessionnel à 900 € et l'allongement à 16 semaines du congé de paternité.

### Secrétaire d'État à l'Agenda 2030
À la suite des élections générales du 28 avril 2019, elle participe aux négociations entre Unidas Podemos et le Parti socialiste ouvrier espagnol (PSOE), qui n'aboutissent pas. Elle fait de même après les élections générales du 10 novembre 2019, qui se révèlent cette fois-ci concluantes. Elle est ensuite partie prenante des négociations avec le socialiste Félix Bolaños pour établir la structure ministérielle du gouvernement de coalition ainsi formé.
Au sein du ministère des Droits sociaux et de l'Agenda 2030 confié au secrétaire général de Podemos Pablo Iglesias, elle se voit attribuer le poste de secrétaire d'État à l'Agenda 2030. Elle est assermentée le 22 janvier 2020 avec l'autre secrétaire d'État du ministère, Nacho Álvarez. Elle conserve en parallèle son mandat de parlementaire, contrairement à la tradition institutionnelle concernant les secrétaires d'État mais en accord avec la posture adoptée par Unidas Podemos pour ses ministres et secrétaires d'État.
Après avoir négocié à l'automne 2020 la loi de finances pour 2021 avec les socialistes, elle prend part à une polémique avec la ministre de la Défense, Margarita Robles. Podemos ayant déposé en novembre 2020 un amendement au projet de loi de finances prohibant les expulsions locatives jusqu'en 2023, conjointement avec la Gauche républicaine de Catalogne et Euskal Herria Bildu, Margarita Robles dénonce « qu'il y ait des personnes dans la vie politique qui pensent qu'elles valent mieux que les autres », ce à quoi Ione Belarra réplique que « peut-être que tu fais du mal à ton gouvernement quand tu es la préférée des pouvoirs qui souhaitent que la droite et l'extrême droite gouvernent ». L'amendement est finalement retiré deux semaines plus tard, après que les partenaires de gouvernement se sont entendus sur la prise d'un décret-loi interdisant ces expulsions, dont le contenu est négocié par Ione Belarra et qui interdit également de couper l'eau, le gaz ou l'électricité des locataires en situation précaire.

### Ministre et secrétaire générale de Podemos

#### Prise de fonctions

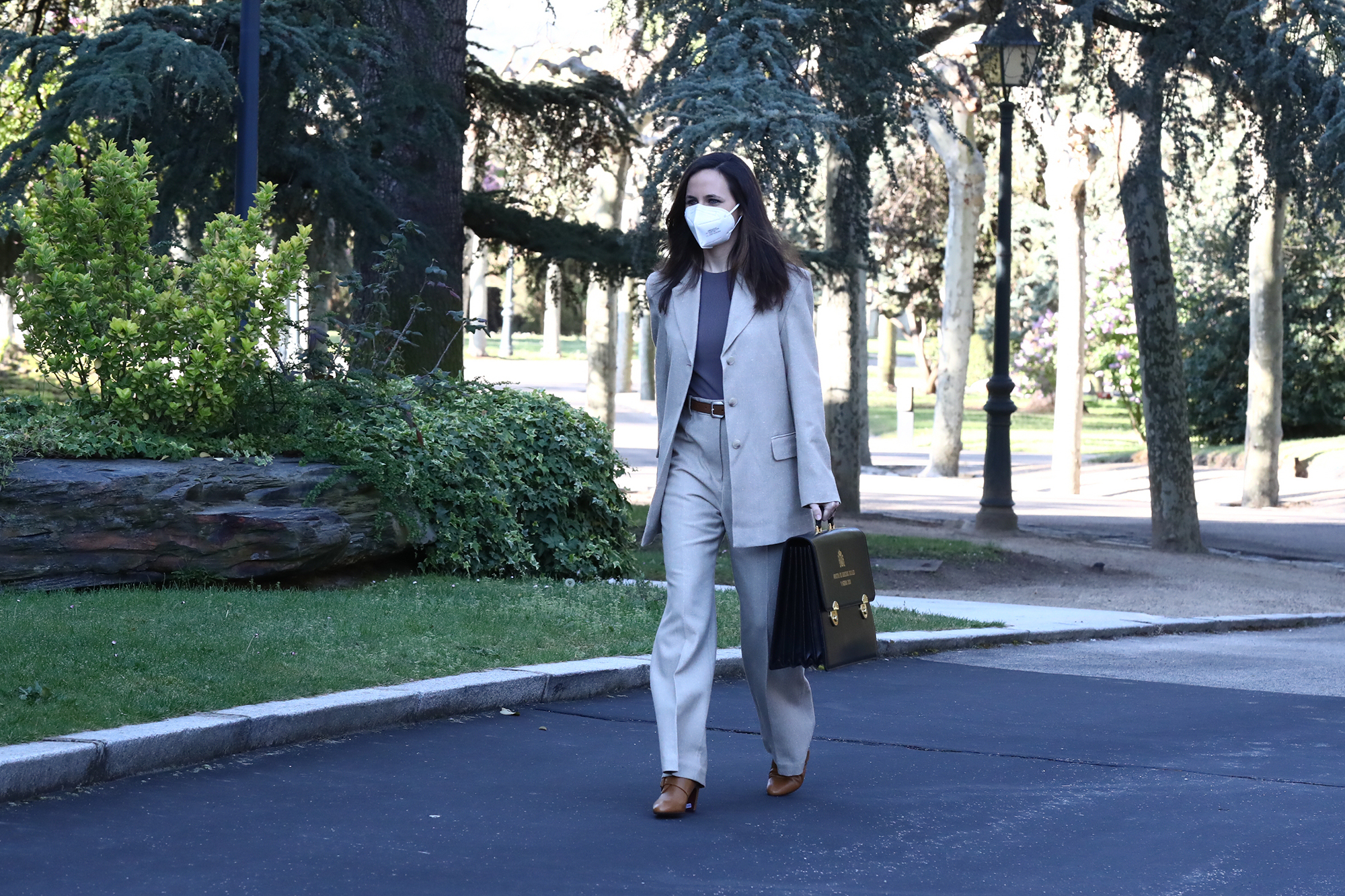
Ione Belarra est nommée ministre des Droits sociaux en 2021.

Le 15 mars 2021, Pablo Iglesias annonce son intention d'être chef de file d'Unidas Podemos aux élections du 4 mai à l'Assemblée de Madrid, ce qui le contraint à quitter le gouvernement, et propose que Ione Belarra le remplace à la direction du ministère. Son décret de nomination est publié le 31 mars suivant au Bulletin officiel de l'État (BOE), après quoi elle prête serment devant le roi Felipe VI et Pedro Sánchez, puis participe à la cérémonie de passation de pouvoirs avec Pablo Iglesias et aux côtés de la ministre du Travail Yolanda Díaz, qui récupère le titre de vice-président du gouvernement dont bénéficiait Iglesias. Elle cède son secrétariat d'État à Enrique Santiago, secrétaire général du Parti communiste d'Espagne et porte-parole adjoint du groupe Unidas Podemos au Congrès.
À la suite de la nette victoire du Parti populaire d'Isabel Díaz Ayuso aux élections madrilènes, Pablo Iglesias annonce son retrait de la vie politique, donc sa démission du secrétariat général de Podemos. Immédiatement pressentie comme sa successeure, Ione Belarra confirme le 12 mai qu'elle sera candidate au secrétariat général dans le cadre de la 4e assemblée citoyenne du mouvement. À l'issue du vote des adhérents, elle est proclamée élue le 13 juin lors d'une réunion publique à Alcorcón par 88,7 % des suffrages exprimés, soit 45 753 voix sur 53 443 votants, face à deux autres candidats. Le conseil citoyen d'État se réunit cinq jours plus tard afin d'élire les 29 membres du conseil de coordination, qui constitue la direction exécutive de Podemos.
À la fin du mois de juillet 2022, elle prend la décision de relever Enrique Santiago de ses fonctions au profit de la secrétaire à l'Organisation de Podemos, soit la « numéro trois » du parti, Lilith Verstrynge. Bien que ce choix soit justifié par la volonté de réorganiser le ministère et de renforcer le groupe parlementaire dans l'optique de la fin de la législature, celui-ci intervient quelques semaines après des négociations particulièrement tendues et compliquées entre Podemos et la Gauche unie (IU) pour la formation d'une coalition aux élections andalouses du 19 juin. Lilith Verstrynge entre en fonction un mois plus tard.

#### Loi sur le bien-être animal
Sur proposition de Ione Belarra, dont dépend la direction générale des Droits des animaux, le Conseil des ministres approuve, le 18 février 2022, l'avant-projet relatif au bien-être animal. Des dizaines de milliers de chasseurs manifestent un mois plus tard en « défense du monde rural » contre « la dictature animaliste » et en faveur de « la liberté ».
Le Conseil des ministres adopte le projet de loi le 1er août, qui vise à punir réellement la maltraitance animale, à lutter contre l'abandon et à interdire le tir aux pigeons et les combats de coqs. Le groupe socialiste au Congrès des députés dépose, le 9 septembre un amendement pour restreindre le champ d'application du texte, excluant les animaux liés à la chasse, une décision liée à ses déboires électoraux récents en Andalousie et au risque d'une désaffection des électeurs ruraux, un changement vertement critiqué par Unidas Podemos.
En dépit de cette mésentente, les deux formations votent ensemble le 6 octobre au Congrès pour rejeter les motions de rejet déposées par le Parti populaire (PP), Vox et le Parti nationaliste basque (EAJ/PNV). Le 9 février 2023, sont adoptés le projet de loi, avec l'amendement excluant les chiens de chasse, par 174 voix pour et 172 contre, et le projet de loi organique adaptant le Code pénal, par 178 voix pour et 165 contre. Ione Belarra salue cette adoption, tout en regrettant que le consensus atteint en Conseil des ministres ait été rompu sur le sujet des chiens de chasse. Après que le Sénat a amendé le texte, celui-ci revient devant le Congrès, qui l'adopte en lecture définitive le 16 mars, conservant les deux tiers des amendements des sénateurs.